# 부기우기
부기우기(Boogie-woogie)는 피아노 기반의 블루스(blues) 스타일의 음악이고, 타악기적 성향도 가지고 있다. 1930년대 후반에서 1940년대 초에 유행하였으며, 그 이전에 시작되었다.
전형적인 베이스라인은 다음과 같다.
Dr. John Tennison는 San Antonio psychiatrist이자 피아니스트(pianist)이며 musicologist이다.

## 개요
1소절 8박으로 연주되는 블루스 연주이다. 그 기원은 블루스의 발생 당초부터 존재하였다고 하나 1920년대 미국 시카고의 흑인가에서 피아노 음악으로 발전했다. 당시 시카고는 공업도시로서 남부흑인의 이주가 격심하여 집세가 매우 비싸기 때문에, 상호부조라는 목적으로 각 가정이 '랜드 파티'를 열어 금전을 모았다. 부기 피아노는 거기서 인기를 독차지했었다. 지금은 커머셜 음악 속에 너무 깊이 침투하여 재즈로서는 쇠퇴했다.